# Peralta de Jiménez
Peralta de Jiménez är en ort i Mexiko.   Den ligger i kommunen Pénjamo och delstaten Guanajuato, i den centrala delen av landet, 300 km väster om huvudstaden Mexico City. Peralta de Jiménez ligger 1 679 meter över havet och antalet invånare är 121.
Terrängen runt Peralta de Jiménez är en högslätt. Runt Peralta de Jiménez är det ganska tätbefolkat, med 104 invånare per kvadratkilometer. Närmaste större samhälle är La Piedad Cavadas, 12,7 km väster om Peralta de Jiménez. Trakten runt Peralta de Jiménez består till största delen av jordbruksmark.